# Корешподенција (представа)
Корешподенција је позоришна представа коју је режирао Горчин Стојановић, у драматизацији Бранислава Михајловића Михиза, према деловима седмокњижја "Златно руно" Борислава Пекића.
Премијера нове поставе ове представе се одиграла 1. фебруара 2018. године на сцени Данило Бата Стојковић у Зведара театру у Београду.

## О представи
Нова генерација позоришних гледалаца добила је своју Корешподенцију. Животно искуснија позоришна публика још памти поставку у Атељеу 212 у којој је главног јунака Симеона Лупуса тумачио Данило Бата Стојковић. Сада, на сцени која носи његово име, нови Симеон је Бранислав Лечић. У средишту Корешподенције су односи у имућној и угледној породици, кроз које се преламају политичке, друштвене и социјалне прилике. Корешподенција Звездара театра, сећање је на Бату Стојковића, Пекића, Михиза, али је и потреба ове генерације позоришних стваралаца да прича о једној цинцарској породици која се претвара у значајну трговачко-чаршијску српску фирму Симеон Његован и син чија радња се дешава с краја 1847. и почетком 1848. године. То је заправо прича о многим породицама и ово је био начин да она поново оживи на позоришној сцени.

### Опис представе
На породичном трону седи времешни Симеон Његован Лупус, апсолутни шеф београдске трговачке фирме Симеон Његован и син. Овај сарадник прогнаног кнеза Милоша Обреновића „командује” из емиграције у Бечу. Његов лик вешто је дочарао Бранислав Лечић, док је Славко Штимац тумачио Лупусовог сина – Симеона Његована Хаџију, свршеног студента Хајделберга, окренутог духовности и номиналног шефа очеве фирме. Супруга му је Милица Његован, рођена Ненадовић, српска ајмана, како ју је називао Лупус. Њу је тумачила Аница Добра. У овом породичном стаблу су и Симеон Његован, млади газда, Миличин и Хаџијин син. Он је главни стуб фирме, а игра га Јоаким Тасић. Јулијана Јулишка Толнај је циркуска играчица, коњокротитељка и волтижерка у коју се заљубљуја Симеон Његован, млади газда. Младу аристкињу тумачи Јелена Ступљанин, а у овој комедији је и Бранко Видаковић.. У представи личности комуницирају путем порука, кратких и дугих писама и телеграма, на дистанци просторној, временској, па и психолошкој.

## Награда
Награда стручног жирија за најбољу представу у целини, 35. Позоришни фестивал Нушићеви дани, Смедерево, 2018.

## Ликови и улоге
| Лица                         | Глумци           |
| ---------------------------- | ---------------- |
| Симеон Његован - Лупус       | Бранислав Лечић  |
| Симеон Његован - Хаџија      | Славко Штимац    |
| Милица Његован               | Аница Добра      |
| Симеон Његован - млади газда | Јоаким Тасић     |
| Јулишка Толнај               | Јелена Ступљанин |
| Шамсика Тот                  | Бранко Видаковић |